# Лебедевка (Боготольский район)
Лебедевка — деревня в Боготольском районе Красноярского края России. Входит в состав Юрьевского сельсовета. Находится на левом берегу реки Медведка (бассейн реки Четь), примерно в 17 км к северо-северо-западу (NNW) от районного центра, города Боготол, на высоте 254 метров над уровнем моря.

## Население
| 2010 |
| ---- |
| 142  |

По данным Всероссийской переписи, в 2010 году численность населения деревни составляла 142 человек (70 мужчин и 72 женщины).

## Улицы
Уличная сеть деревни состоит из 3 улиц.